# Grabstichel (Sternbild)
Der Grabstichel (lateinisch Caelum) ist ein Sternbild des Südhimmels.

## Beschreibung
Der Grabstichel ist ein unauffälliges Sternbild südlich des Hasen (Lepus) und östlich des ausgedehnten Eridanus. Vier Sterne bilden eine gekrümmte Linie. Nur zwei Sterne sind heller als die 5. Größenklasse.
Von Deutschland aus kann nur der nördliche Teil des Sternbildes im Dezember gesehen werden.

## Geschichte

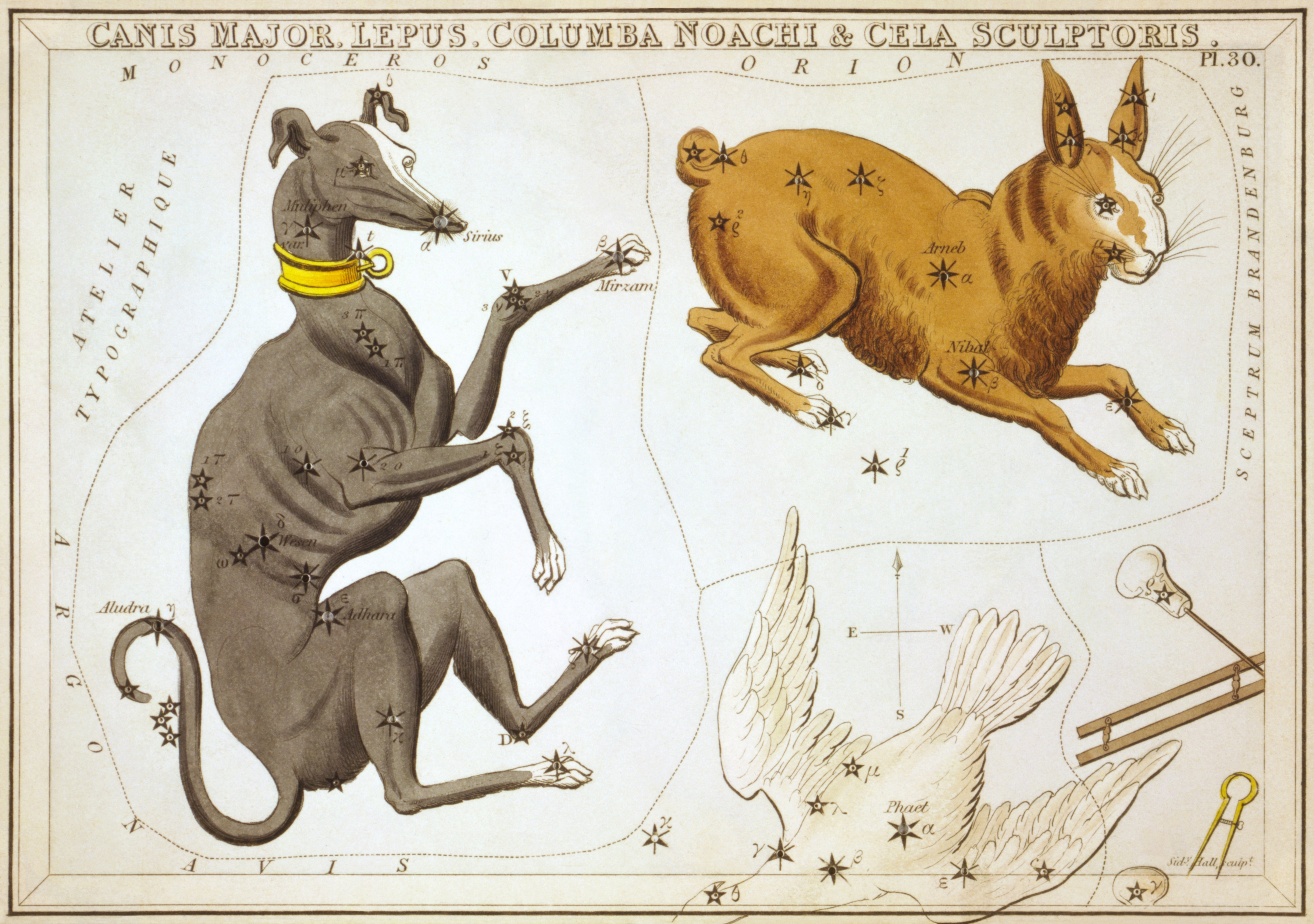
Cela Sculptoris rechts unten in einer Sternkarte von 1825.

Der französische Astronom Nicolas Louis de Lacaille belegte 1763 in seinem Coelum Australe Stelliferum einige Regionen des südlichen Sternhimmels, die noch nicht benannt waren, mit Namen. Im Gegensatz zu den klassischen Sternbildern, die nach mythologischen Gestalten benannt sind, trugen seine Konstellationen meist die Namen von technischen Errungenschaften. Der ursprüngliche Name lautete Caela Sculptoris („(die) Grabstichel des Kupferstechers“ oder allgemeiner „Werkzeuge des Grafikers“). Der Grabstichel ist ein Gravierwerkzeug, das früher zur Anfertigung von Kupfer- oder Stahlstichen verwendet wurde. Später wurde der Name zu Caelum verkürzt.

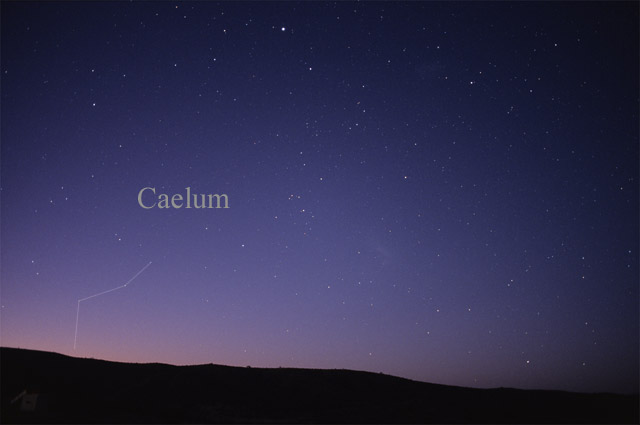
Das Sternbild Caelum, wie es mit dem bloßen Auge gesehen werden kann

## Himmelsobjekte
Das Sternbild enthält aufgrund seiner südlichen Lage keine Sterne mit Flamsteed-Bezeichnungen.

### Sterne
| B  | HR   | Namen o. andere Bezeichnungen | Scheinbare Helligkeit mag | Lj  | Spektralklasse |
| -- | ---- | ----------------------------- | ------------------------- | --- | -------------- |
| α  | 1502 |                               | 4,45                      | 72  | F2 V           |
| γ1 | 1652 |                               | 4,55                      | 186 | K2 III         |
| β  | 1503 |                               | 5,05                      | 91  | F8 V           |
| δ  | 1443 |                               | 5,07                      | 700 | B3 V           |
| ν  | 1557 |                               | 6,06                      |     |                |
| λ  | 1653 |                               | 6,24                      |     |                |
| γ2 | 1653 |                               | 6,32                      | 321 | F1 III         |
| ζ  | 1539 |                               | 6,35                      | 430 | K1 IV          |

| System | Scheinbare Helligkeit mag | Abstand |
| ------ | ------------------------- | ------- |
| α      | 4,45/13                   | 6″,6    |
| γ      | 4,55/6,32                 | 2″,9    |